# Hardturm stadion
A Hardturm stadion egy labdarúgó-stadion volt Zürichben, Svájcban. 1929-ben épült és a Grasshopper Club Zürich otthonául szolgált. Története során több alkalommal felújították. Öt mérkőzést rendeztek itt az 1954-es labdarúgó-világbajnokságon. 2007 szeptemberében bezárták, 2008 decemberétől 2009 márciusáig lebontották.

## Események

### 1954-es világbajnokság
| Dátum       | Időpont UTC+1 | Pályaválasztó | Eredmény | Vendég        | Forduló    | Nézők  |
| ----------- | ------------- | ------------- | -------- | ------------- | ---------- | ------ |
| 1954.06.16. | 18.00         | Ausztria      | 1–0      | Skócia        | 3. csoport | 25 000 |
| 1954.06.17. | 18.00         | Magyarország  | 9–0      | Dél-Korea     | 2. csoport | 13 000 |
| 1954.06.19. | 17.00         | Ausztria      | 5–0      | Csehszlovákia | 3. csoport | 26 000 |
| 1954.06.23. | 18.00         | NSZK          | 7–2      | Törökország   | 2. csoport | 17 000 |
| 1954.07.03. | 17.00         | Ausztria      | 3–1      | Uruguay       | Elődöntő   | 32 000 |